# شاه‌یوردی (کلیبر)
شاه‌یوردی یا ائل یوردی (به ترکی آذربایجانی: شاه‌یوردو) یکی از روستاهای استان آذربایجان شرقی است که در دهستان سیدان بخش آبش‌احمد شهرستان کلیبر واقع شده‌است.